# Montserrat Grases i García
Montserrat Grases i García (Barcelona, 10 de juliol de 1941 - 26 de març de 1959) fou una noia, membre de l'Opus Dei. Ha estat proclamada venerable per l'Església Catòlica Romana.

## Biografia
Montserrat Grases nasqué a Barcelona el 1941, en una família catòlica de gran religiositat, amb vuit fills. Després de l'institut, estudià a l'Escola Professional de la Dona. Al segon curs (1957-1958), ja malalta, no va poder assistir a les classes amb regularitat, però va avançar en els estudis igualment. Aprengué a fer pregària a la capella del centre juvenil Llar de Barcelona. El 1957 va demanar d'ingressar a l'Opus Dei, per santificar la seva vida en la quotidianitat, i fou admesa com a membre numerari.
Va caure esquiant amb un grup d'amigues a La Molina a l'hivern de 1957-1958. Tot i no donar importància a la caiguda va anar al metge, però el dolor seguí augmentant fins que mig any després, el juny de 1958, li fou diagnosticada sarcoma d'Ewing a la cama, una malaltia incurable i mortal a curt termini. Va fer 30 sessions diàries seguides de radioteràpia. La malaltia li provocava dolors intensos que assumia amb fortalesa i resignació, actitud que provocà que alguns coneguts i familiars que la visitaven s'apropessin també a la seva espiritualitat. Morí a Barcelona el 26 de març de 1959. Segons els testimonis, morí serenament mentre deia: "Quant t'estimo! Quan vindràs per mi?".

## Causa de beatificació
El procés de beatificació s'incoà a Barcelona el 19 de desembre de 1962, i la primera fase es tancà el 26 de març de 1968. El 1974, la Congregació per a les Causes dels Sants decretà la validesa dels escrits, i el 1992 la de tot el procés. La documentació fou sotmesa a la congregació el desembre de 1999 perquè fos estudiada. El 2004 es van traslladar les seves restes mortals a la cripta de l'Oratori de Bonaigua de Barcelona. L'abril de 2016 el Papa Francesc la declarà venerable.